# Kanathur, Alur
Kanathur là một làng thuộc tehsil Alur, huyện Hassan, bang Karnataka, Ấn Độ.